# Kunong Maria
Kunong Maria ist eine Ortschaft im westafrikanischen Staat Gambia.
Nach einer Berechnung für das Jahr 2013 leben dort etwa 18 Einwohner, das Ergebnis der letzten veröffentlichten Volkszählung von 1993 betrug 16.

## Geographie
Kunong Maria liegt in der Lower River Region im Distrikt Kiang Central an der South Bank Road zwischen Nema und Nema Kuta. Kunong Maria liegt rund zwei Kilometer westlich von Nema entfernt.

## Kultur und Sehenswürdigkeiten
Nach einer Auflistung des National Centre for Arts and Culture war Kunong Maria ein Standort eines Tatos.